# اولتواه (تنسی)
اولتواه(به انگلیسی: Ooltewah) شهری در ایالت تنسی کشور ایالات متحده آمریکا است که جمعیت آن در سرشماری سال ۲۰۱۰ میلادی، ۶۸۷ نفر بوده‌است.